# أندريوس شليجاس
أندريوس شليجاس (بالليتوانية: Andrius Šležas)‏ مواليد 4 فبراير 1975 في الجمهورية الليتوانية السوفيتية الاشتراكية، هو لاعب كرة سلة ليتواني. بدأ مسيرته الاحترافية في سنة 1994. يحمل الرقم 5. يبلغ طوله 6 قدم 6.75 بوصة (2.0 م). اعتزل اللعب في 2014.

## المسيرة الاحترافية
لعب مع شياولياي في موسم 1998–1999، ثم لعب مع ليتوفوس رايتس من سنة 1999 إلى 2008، ثم لعب مع شياولياي في موسم 2008–2009.

## روابط خارجية
- أندريوس شليجاس على موقع الدوري الأوروبي لكرة السلة (الإنجليزية)
- أندريوس شليجاس على موقع كرة السلة الأوروبية.كوم (الإنجليزية)
- أندريوس شليجاس على موقع ريلجم (الإنجليزية)
- أندريوس شليجاس على موقع بروبوليرز (الإنجليزية)
- أندريوس شليجاس على موقع سبورتس رفرنس (الإنجليزية)